# Хампстед
Ха́мпстед (англ. Hampstead) — территория на северо-западе Камдена, где находится самый большой лондонский парк — Хампстед-Хит. В XVIII веке — бальнеологический курорт, известный своими железистыми водами. Постройка Северолондонской железной дороги в 1860-е годы облегчила сообщение Хампстеда с центром Лондона. Он стал интенсивно застраиваться, преимущественно загородными домами дачного типа. Аристократический Кенвуд-хаус и особняки некоторых обитателей Хампстеда, включая Зигмунда Фрейда и Джона Китса, объявлены музеями.

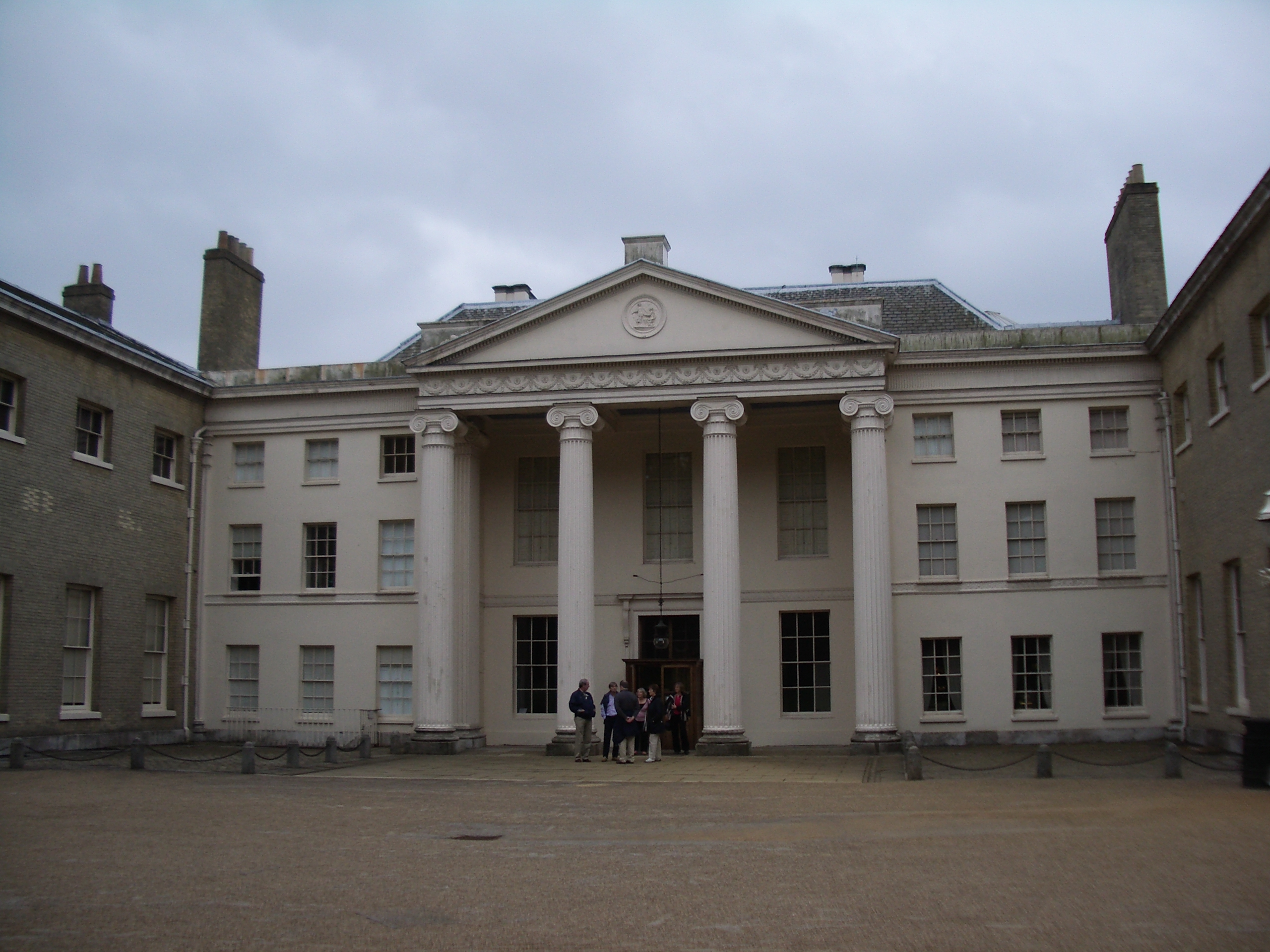
Кенвуд-хаус, Хампстед

Хампстед — один из самых дорогих районов Лондона. В 2011 году здесь было продано почти 5 % всех лондонских домов, стоимость которых превышает 1 млн фунтов, цена 7,5 % домов — составляет более 5 миллионов фунтов, а 7 % домов — стоят более £10 миллионов фунтов. Средняя стоимость недвижимости в Хэмпстеде на август 2021 составляет £1 325 682. А средняя стоимость аренды — £1038 в неделю, что на 79,1 % выше средней стоимости аренды в Лондоне, которая составляет £580 в неделю